# Jeanne Benameur
Jeanne Benameur (nacida en 1952 en la Argelia francesa) es una escritora francesa. Su madre era italiana y su padre, de origen argelino. La familia se trasladó a La Rochelle, debido a la guerra de Argelia, cuando Benameur tenía 5 años de edad.

## Biografía
Profesora de francés hasta 2001, Benameur ha publicado con varias editoriales, entre las que destacan Éditions Denoël y Éditions Thierry Magnier. A pesar de su origen multicultural (argelino, italiano y francés), Benameur solo escribe en francés. En 2001, su novela Les Demeurées ganó el premio UNICEF.
Su autobiografía, Ça t'apprendra à vivre, se publicó en 1998 y se reeditó corregida en 2007.

## Obras

### Novela
- Adil cœur rebelle, Flammarion-Père Castor, col. « Castor Poche Sénior », 1999.
- Ça t'apprendra à vivre, Le Seuil, col. « Fiction Jeunesse », 1998.
- Ça t'apprendra à vivre, Actes Sud junior, col. « Babel », 2007.
- Comme on respire, Éditions Thierry Magnier, col. « Roman », 2003
- Édouard et Julie c'est pour la vie, Éditions Thierry Magnier, col. «Roman », 1999. En colaboración con Alain Korkos.
- Et si la joie était en vous ?, Éditions de La Martinière, col. «Oxygène », 2001.
- La Boutique jaune, Éditions Thierry Magnier, col. « Roman », 2002.
- Le Petit Être, Éditions Thierry Magnier, col. « Album », 2000.
- Le Ramadan de la parole, Actes Sud Junior, col. « D'une Seule Voix », 2007.
- Les Demeurées, Gallimard, col. « Folio », 2002.
- Les Mains libres, Gallimard, col. « Folio », 2006.
- Les Reliques, Denoël, col. « Roman », 2005; reditada en Actes Sud/Babel, 2011.
- Pourquoi pas moi ?, Hachette Jeunesse, col. « Roman », 2002.
- Présent ?, Denoël, col. « Roman », 2006
- Prince de naissance, attentif de nature, Éditions Thierry Magnier, col. « Roman », 2004 avec Katy Couprie.
- Quitte ta mère !, Éditions Thierry Magnier, col. « Aller simple », 1998.
- Samira des quatre routes, Flammarion-Père Castor, col. « Castor Poche Junior, numéro 353 », 1992.
- Si même les arbres meurent, Éditions Thierry Magnier, col. « Roman », 2000.
- Un jour, mes princes sont venus, Denoël, col. « Roman », 2001.
- Valentine Remède, Éditions Thierry Magnier, col. « Petite Poche », 2002.
- Une heure, une vie, Éditions Thierry Magnier, col. « Roman », 2006.
- Laver les ombres, Actes Sud, 2008.
- Les Insurrections singulières, Actes Sud, 2011.
- Ça t'apprendra à vivre, Actes Sud/Babel, 2012.
- Profanes, Actes Sud, 2013.
- Otages intimes, Actes Sud, 2015.
- Pas assez pour faire une femme, Actes Sud, 2015.
- L'enfant qui, Actes Sud, 2017.
- La patience des traces, Actes Sud, 2022.[6]

### Poesía
- La Géographie absente, Bruno Doucey, 2017.